# 第22回日劇學院賞
←第19回 - 第22回 - 第21回→
第22回日劇學院賞，為針對1999年7月到9月日本播出的夏季連續劇之投票與評比。最優秀作品由深津繪里所主演的《她們的時代》獲得，堂本剛以《To Heart》首次獲最佳男主角獎。

## 最優秀作品賞
《她們的時代》（富士電視台）
- 讀者票：1.To Heart；2.PS我很好俊平（日语：P.S. 元気です、俊平）；3.パーフェクトラブ!無暇的愛
- 記者票：1.她們的時代；2.女醫物語（日语：女医 (テレビドラマ)）；3.To Heart
- 評審票：1.她們的時代；2.女醫物語（日语：女医 (テレビドラマ)）；3.单身生活

## 主演男優賞
堂本剛（To Heart）
- 讀者票：1.堂本剛（To Heart）；2.堂本光一（PS我很好俊平（日语：P.S. 元気です、俊平））；3.福山雅治（パーフェクトラブ!無暇的愛）
- 記者票：1.堂本剛（To Heart）；2.堂本光一（PS我很好俊平（日语：P.S. 元気です、俊平））；3.福山雅治（パーフェクトラブ!無暇的愛）
- 評審票：1.木梨憲武（小市民狂想曲（日语：小市民ケーン））；2.堂本剛（To Heart）；3.伊東四朗（日语：伊東四朗）（黑色推銷員）

## 主演女優賞
深津繪里（她們的時代）
- 讀者票：1.瀨戶朝香（PS我很好俊平（日语：P.S. 元気です、俊平））；2.小泉今日子（戀愛結婚法則（日语：恋愛結婚の法則））；3.中谷美紀（女醫物語（日语：女医 (テレビドラマ)））
- 記者票：1.深津繪里（她們的時代）；2.中谷美紀（女醫物語（日语：女医 (テレビドラマ)））；3.江角真紀子（单身生活）
- 評審票：1.深津繪里（她們的時代）；2.中谷美紀（女醫物語（日语：女医 (テレビドラマ)））；3.江角真紀子（单身生活）

## 助演男優賞
椎名桔平（她們的時代）
- 讀者票：1.赤井英和（日语：赤井英和）（To Heart）；2.小林稔侍（日语：小林稔侍）（PS我很好俊平（日语：P.S. 元気です、俊平））；3.橫山裕（PS我很好俊平（日语：P.S. 元気です、俊平））
- 記者票：1.椎名桔平（她們的時代）；2.佐藤浩市（单身生活）；3.中山裕介（日语：ユースケ・サンタマリア）（パーフェクトラブ!無暇的愛）
- 評審票：1.椎名桔平（她們的時代）；2.佐藤浩市（单身生活）；3.大杉漣（单身生活）

## 助演女優賞
深田恭子（To Heart）
- 讀者票：1.深田恭子（To Heart）；2.仲間由紀惠（PS我很好俊平（日语：P.S. 元気です、俊平））；3.小林聰美（戀愛結婚法則（日语：恋愛結婚の法則））
- 記者票：1.深田恭子（To Heart）；2.涼（日语：りょう）（女醫物語（日语：女医 (テレビドラマ)））；3.水野美紀（她們的時代）
- 評審票：1.涼（日语：りょう）（女醫物語（日语：女医 (テレビドラマ)））；2.水野美紀（她們的時代）；3.深田恭子（To Heart）

## 新人賞
藤本千秋（甜蜜生活）

## 服裝造型賞
江角真紀子（单身生活）

## 腳本賞
岡田惠和（她們的時代）

## 配樂賞
《らせん》（富士電視台）

## 主題歌賞
〈なぜ…〉Hysteric Blue（PS我很好俊平）

## 卡司賞
《女醫物語》

## 片頭賞
竹石涉（女醫物語）

## 監督賞
武內英樹、石坂理江子、澤田鎌作（她們的時代）

## 特別賞
《黑色推銷員》